# Dan Graham

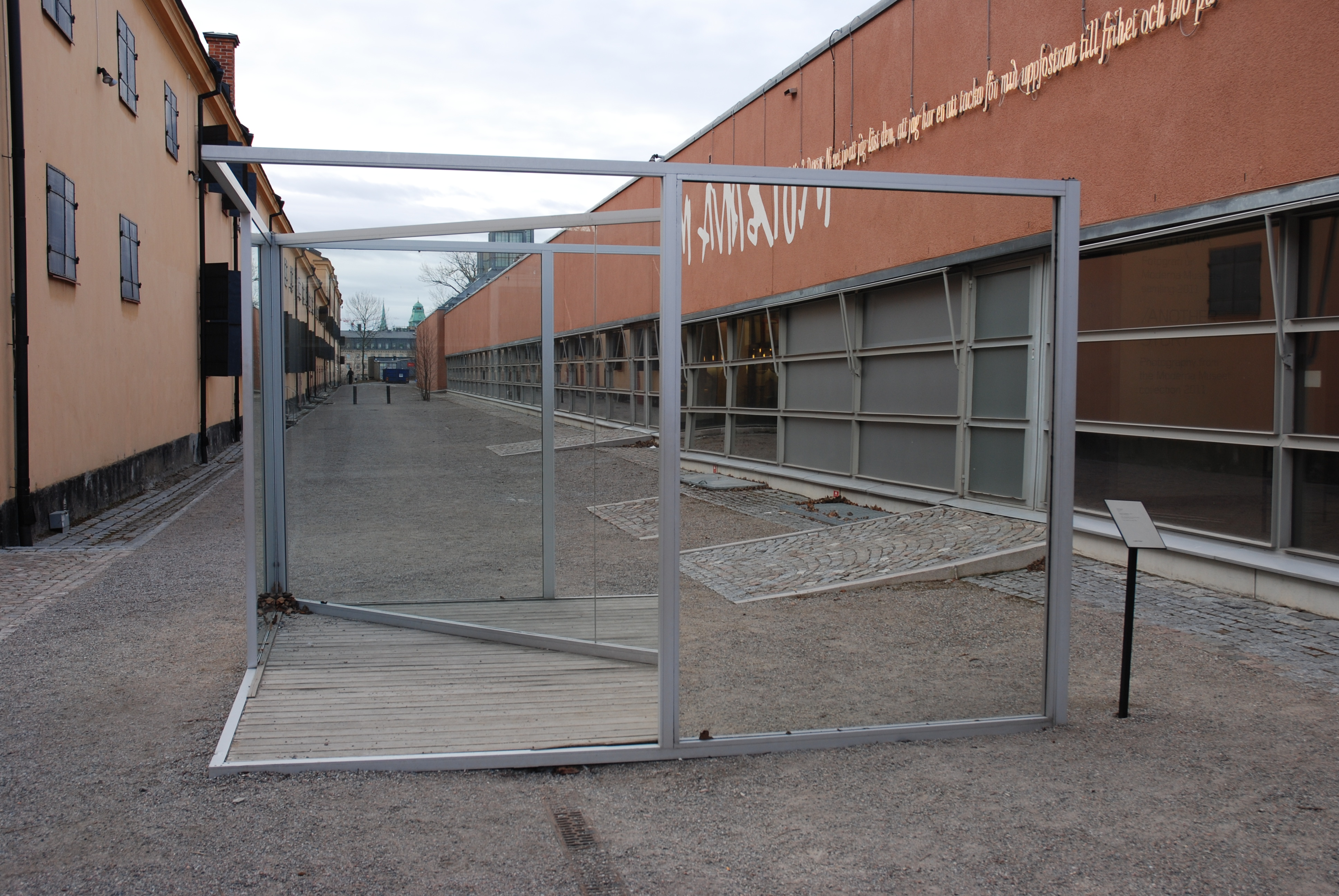
Dan Grahams Pavilion Sculpture II, utanför Moderna museet.

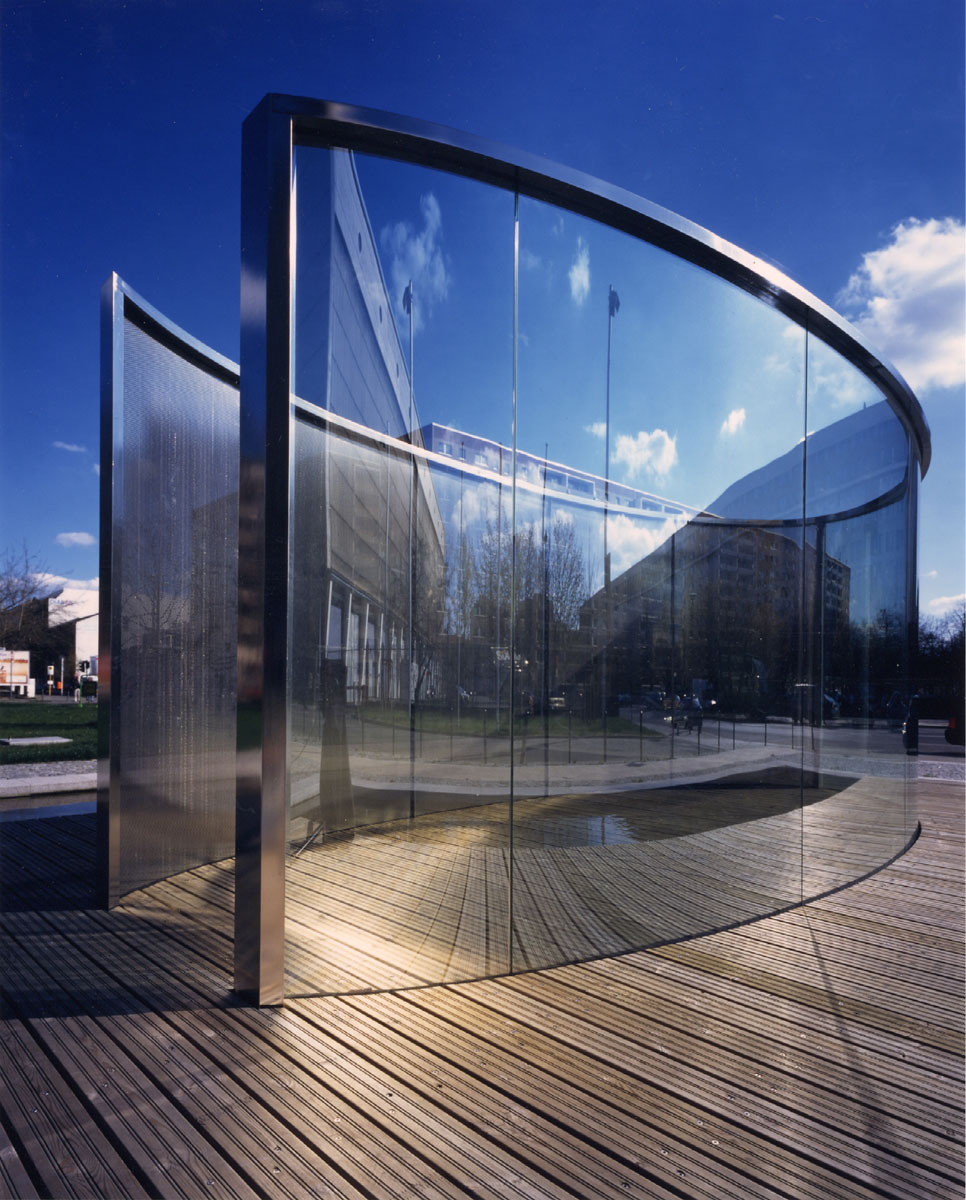
Pavilion i Berlin, Tyskland.

Dan Graham, född 31 mars 1942 i Urbana, Illinois, död 19 februari 2022 i New York, var en amerikansk konstnär som verkade i flera genrer, såsom foto, video, skulptur, konceptkonst och performancekonst.
Dan Graham var född i Urbana, Illinois men växte upp i Winfield Park i New Jersey, och senare i Westfield i New Jersey. Hans far var kemist och hans mor var psykolog. Efter high school avslutade han sin formella utbildning. Han började arbeta i konstbranschen som innehavare av ett galleri i New York vid 22 års ålder. åR 1969 hade han sin första separatutställning på sitt eget galleri.
Dan Graham är bland annat känd för sina paviljonger, strukturer med spegelglas. Med dessa blandar han skulptur med arkitektur.

## Offentliga verk i urval
- Untitled sculpture, 1996, installerad i Vågan i Norge [12]
- Bisected Triangle, Interior Curve, 2002, Madison Square Park i New York
- Pavilion Sculpture II, Moderna museet[13] i Stockholm